# La Visitation (van der Weyden)
Pour les articles homonymes, voir La Visitation.
La Visitation est un tableau réalisé par le peintre wallon Rogier van der Weyden vers 1435-1440. De format vertical, cette peinture à l'huile sur panneau est une peinture chrétienne qui représente la Visitation. Elle figure Marie et Élisabeth, respectivement en bleu et en rouge, alors que l'une touche le ventre de l'autre, pendant leur grossesse. Cette rencontre se déroule sur un chemin menant à la demeure de l'aînée, une sorte de château à l'entrée duquel son époux Zacharie joue avec un chien blanc. L'œuvre est conservée au musée des Beaux-Arts de Leipzig, à Leipzig, dans la Saxe, en Allemagne.